# Ernah
Ernah (bolgarsko:  Ернах [Ernah], Ернак [Ernak] ali Хернак [Hernak], grško: Ήρνάχ [Hernah]), hunski vladar in tretji (najmlajši) sin Atile. 
Po Atilovi smrti leta 453 je njegovo cesarstvo razpadlo in njegovim ostankom so zavladali njegovi trije sinovi. Za Ernaha velja, da je nasledil kralja Akacirov Dengiziha in vladal od leta 469 do 503. Njegovi Huni so vladali velikemu delu prejšnjega cesarstva in se naselili na ozemlju sedanje Ukrajine. Ernahu je uspelo vsiliti svojo oblast tudi Prabolgarom Onogurom, ki so prišli pod hunsko nadoblast že leta 463 med vladanjem njegovega brata Dengiziha.
Imenik bolgarskih kanov omenja vladarja Irnika, ki je Prabolgarom zavladal okoli leta 453 in jim vladal 150 let. Nekateri strokovnjaki menijo, da sta Ernah in Irnik ista oseba.
Prokopij in utigurski kan Sandilh menita, da je imel Ernah dva sinova:
Eden od njih se je imenoval Utigur, drugi pa Kutrigur. Po smrti njunega očeta sta si razdelila oblast in po sebi imenovala svoja podložna ljudstva. Eno od njih se še danes imenuje Utiguri, drugo pa Kutriguri.
Leta 486 in 488 je Ernah vodil Prabolgare kot zaveznike Bizantinskega cesarstva in kasneje kor zaveznike Gepidov proti Teodorikovim Gotom in bil poražen.

## Znimivost
Po Ernahu (Irniku) se imenuje vrh Irnik Point na Snow Islandu na Južnih Šetlandskih otokih na Antarktiki. 